# Paul Oakenfold
 (juillet 2025).
Si vous disposez d'ouvrages ou d'articles de référence ou si vous connaissez des sites web de qualité traitant du thème abordé ici, merci de compléter l'article en donnant les références utiles à sa vérifiabilité et en les liant à la section « Notes et références ».
Paul Oakenfold (prononcé en anglais : /ˈəʊkənˌfəʊld/, /ˈoʊkənˌfoʊld/) (né le 30 août 1963 à Londres) est un disc jockey et producteur britannique de musique électronique.

## Biographie

### Enfance et débuts
Paul Oakenfold commence à mixer à l'âge de 16 ans avec son ami Trevor Fung dans un bar à Covent Garden. Ses principales influences musicales lui viennent de la scène hip-hop new-yorkaise qu'il fréquente pendant les années 1980. De retour en Angleterre, il est producteur et agent pour le label Champion Records,.
En 1987, Oakenfold et ses amis, Trevor Fung et Ian St. Paul, passent quelques mois à Ibiza, en Espagne, et découvrent la musique jouée en club. En utilisant les influences du son d'Ibiza, de la new wave et de l'Italo disco ainsi que de la soul et de la house, Oakenfold produit l'album des Happy Mondays, Pills 'n' Thrills and Bellyaches, suivis de remixes pour , Massive Attack - Unfinished Sympathy, Arrested Development, U2 et de The Cure -Close To Me (close mix), New Order, Jesus Loves You et The Shamen, Snoop Dogg, Simply Red, dont beaucoup sortent sur son label Perfecto Records.
Paul Oakenfold revient au mixage pendant la première moitié des années 1990, après une courte période comme membre du groupe Grace.
Il est également DJ résident des soirées Cream dans les discothèques d'Ibiza de 1997 à 1999. C'est pendant cette période qu'il commence à se faire connaître aux États-Unis, avec notamment la sortie de son album  Tranceport en 1999, bien été reçu par les fans de trance américains.
En 1999, il signe la musique du générique de la version britannique de l'émission de téléréalité, Big Brother. En 2000, à l'occasion de l'Euro organisé en Belgique et aux Pays-Bas, il signe la bande son du jeu officiel de la compétition d'EA Sport à savoir Euro 2000.
Sa popularité grandit encore grâce à sa participation à des bandes originales de films tels que Opération Espadon (où la chanson New Born du groupe Muse est remixée), Matrix Reloaded, Matrix Revolutions, Meurs un autre jour (Die Another Day) (pour lequel il a remixé le thème de James Bond), Collatéral et La Mémoire dans la peau (film)

### BunkkaetA Lively Mind(2002–2009)
En 2002, Q Magazine ajoute Oakenfold dans leur liste des « 50 groupes à voir avant de mourir ».
La même année, Oakenfold  sort son premier album en solo, appelé Bunkka avec la collaboration de quelques artistes comme Nelly Furtado (The Harder They Come) et Shifty Shellshock, le chanteur de Crazy Town (Starry Eyed Surprise). Plus tard cette année, son label sort Perfecto Presents Another World avec Oakenfold comme mixeur. Le double album Creamfields, sort en 2004. 
En 2005, il produit un remix de la chanson Sorry de Madonna qui est disponible sur son single. En 2008, il renouvelle sa collaboration avec Madonna et réalise un remix de son single Give It 2 Me présent sur la version collector de l'album Hard Candy. La même année, il sort le triple album Anthems, qui regroupe bon nombre de célèbres pistes Trance des deux dernières décennies. Toujours en 2008, Paul Oakenfold devient DJ résident au Rain Nightclub à Las Vegas, et s'y produit chaque samedi soir.
Paul Oakenfold revient aux sources durant l'été 2009 en sortant Perfecto Vegas, une double compilation mixée orientée Trance, comme il n'en avait plus sortie depuis Creamfields en 2004. En 2009, Oakenfold parcourt le globe aux côtés de Madonna en faisant l'ouverture des concerts du second volet du Sticky and Sweet Tour. Il coproduit également son dernier single Celebration.
En 2006, sa musique Addicted to Speed est utilisée dans le jeu Driver: Parallel Lines. En 2007, il réalise plusieurs pistes de la bande originale du film d'animation japonais Vexille. En 2008, il signe la bande originale du film Nobel Son, réalisé par Randall Miller.

### Depuis 2010
En 2011, il participe à l'album des Daft Punk, Tron Legacy Reconfigured, en remixant la chanson C.L.U.
Depuis mai 2015, Paul dirige le département des DJ et des chanteurs EDM à Isina, un programme mondial de recherche et de développement de talents,. Le 25 septembre 2020, Oakenfold lance le single électronique en anglais, The Perfect Song, avec l'icône pop mexicaine Fey, pour célébrer le 25e anniversaire de sa carrière. La sortie de son album Shine On est prévue pour 2022.
Oakenfold assure la première partie du Pet Shop Boys and New Order Unity Tour en septembre et octobre 2022. En avril 2025, sort le remix du titre original de the Cure I Can Never Say Goodbye issu de l'album Songs of the Lost World paru en novembre 2023. Ce titre est indiqué comme Cinematic Remix. Il fera partie d'une compilation regroupant tous les titres de ce dernier album de The Cure baptisée Mixes of a Lost World[réf. nécessaire].

## Discographie partielle

### Albums studio
- 2002 : Bunkka
- 2006 : A Lively Mind
- 2014 : Trance Mission
- 2022 : Shine On

### Singles
- 2000 : Bust A Groove (Music of Life)
- 2002 : Bunkka (Maverick)
- 2002 : Ready Steady (Perfecto)
- 2002 : Southern Sun (Perfecto)
- 2002 : Starry Eyed Surprise (Perfecto)
- 2003 : Hypnotized (Perfecto)
- 2006 : Faster Kill Pussycat (Perfecto)
- 2006 : Sex 'n' Money (Perfecto)